# Conway (krater)
För andra betydelser, se Conway (olika betydelser).
Conway är en nedslagskrater med en diameter på 49 kilometer, på planeten Venus. Conway har fått sitt namn efter filosofen Anne Conway.